# Thai Summit Group
Thai Summit Group (tiếng Thái: บริษัท) là một công ty sản xuất của Thái Lan. Đây là nhà sản xuất ô tô, xe máy, thiết bị điện và máy móc nông nghiệp. Công ty được thành lập vào năm 1977. Trụ sở chính đặt tại Samut Prakan, Thái Lan.
Thai Summit Group có các cơ sở sản xuất tại Laem Chabang, Nakhon Nayok, Rayong, Samut Prakan và các cơ sở sản xuất ở nước ngoài tại Malaysia, Indonesia, Việt Nam, Trung Quốc, Ấn Độ, Nhật Bản và Hoa Kỳ.

## Sở hữu
Thai Summit Group là một công ty tư nhân, thuộc sở hữu gia đình. Phần lớn cổ phần được nắm giữ bởi Somporn Juangroongruangkit, Chủ tịch và Giám đốc điều hành, vợ góa của người sáng lập. Phần còn lại được giữ bởi năm đứa con của bà.

## Hiệu suất
Doanh thu của Thai Summit Group năm 2017 lên tới 80 tỷ baht. Thu nhập ròng trong năm là sáu tỷ baht
Năng suất công nhân nhà máy đã được một trọng tâm quản lý. Các công ty Nhật Bản có thể so sánh trung bình 101011 triệu baht doanh thu mỗi năm cho mỗi công nhân. Các công ty Mỹ quản lý 13-14 triệu baht. Thai Summit Group năm 2017 đạt 3,7 triệu baht / lao động, so với mức trung bình của ngành công nghiệp Thái Lan là 1-2 triệu baht. Kế hoạch của công ty nhằm tăng năng suất lên 5 triệu baht / lao động vào năm 2021. 